# حجل عربي
الحجل العربي (الاسم العلمي: Alectoris melanocephala) (بالإنجليزية: Arabian Partridge)‏ هو طائر من فصيلة السمانية. تتواجد في كل من المملكة العربية السعودية، سلطنة عمان، واليمن. ودخلت مؤخرا إلى باكستان عبر عمان.

## الوصف
الحجل العربي أكبر الطيور من جنسه (حجل الصخر) حيث يبلغ طوله حوالي 41 سم. الجنسين متشابهان في المظهر ولكن الذكور أكبر بقليل من الإناث والتي تزن في المتوسط 724 جرامًا. التاج والقفا أسودان ويوجد شريط أبيض عريض فوق العين، مفصول عن الذقن الأبيض والحلق العلوي بخط أسود رقيق. يبدأ هذا في زاوية المنقار، ويمر أسفل العين ويشكل شكل "V" على الرقبة. جوانب الرقبة بنية فاتحة والجسم والأجنحة والذيل رمادي مزرق.

## السلوك
طائر أرضي، يتغذى على البذور والمواد النباتية الأخرى مثل عشب البحر الأبيض المتوسط والأعشاب واللافقاريات الصغيرة. يبدأ موسم التكاثر في مارس ويتم وضع من خمسة إلى ثمانية بيضات في مغرفة ضحلة على الأرض. لون البيض برتقالي باهت مرقط باللون البني ويحتضن لمدة 25 يومًا تقريبًا قبل الفقس في سن مبكرة حينها تكون قادرة على مغادرة العش.